# 福生市立福生第三小学校
福生市立福生第三小学校（ふっさしりつ ふっさだいさんしょうがっこう）は、東京都福生市牛浜にある公立小学校。福生市の小学校で2番目に児童数が多く、400名余りが在籍している。

## 概要

### 教育目標
日本国憲法・教育基本法の理念に基づき、正しく判断し、規範意識と相手を思いやる心のある、人間性豊かな児童の育成を図るとともに、生涯学習の基盤を培うことを目指し、次の目標を定めます 。 
1. よく考え やりぬく子
2. 思いやりのある 心豊かな子
3. 進んで体をきたえ 健康な子

## 沿革
- 1951年（昭和26年）10月 - 福生第一小学校校舎の一部を借りて、福生町立福生第三小学校として開校[2]。
- 同年11月 - 福生中学校の移転に伴い、旧中学校校舎へ移転（現所在地である牛浜162番地）。
- 1967年（昭和42年） - 鉄筋防音校舎完成[2]。
- 1970年（昭和45年）7月 - 市制施行に伴い、福生市立福生第三小学校と改称。

## 通学区域
- 【自治会名[3]】福栄、熊川牛浜（新奥多摩街道以西を除く。）、牛浜第一（新奥多摩街道以西を除く。）、牛浜第二、原ヶ谷戸、志茂第二（新奥多摩街道以西を除く。）[4]
- 福生第二小学校とともに、福生第一中学校の通学区域を構成する[5]。

## 交通アクセス
- 青梅線牛浜駅下車 東口から徒歩3分[6]。